# Caráter infinitesimal
Em matemática, o caráter infinitesimal de uma representação irredutível ρ de um grupo de Lie semissimples G sobre um espaço vetorial V é, grosso modo, um mapeamento para escalares que codifica o primeiro processo de diferenciação e, em seguida, diagonaliza a representação. É, portanto, uma maneira de extrair algo de essencial da representação ρ por duas linearizações sucessivas.

## Formulação
O caráter infinitesimal é a form liner sobre o centro Z da álgebra envelopante universal da álgebra de Lie de G que a representação induz. Esta construção relembra alguma versõ extndida do lema de Schur ao mostrar que qualquer z atua sobre V como um escalar, o qual por "abuso de notação" deve ser escrito ρ(z).
Em linguagem mais clássica, z é um operador diferencial, construido das transformações infinitesimais as quais são induzidas sobre V pela álgebra de Lie de G. O efeito do "lema de Schur" é forçar todo v em V a ser simultâneamente autovetores de z atuando sobre V. Chamando-se o correspondente valor próprio
λ = λ(z),
o caráter infinitesimal é por definição a função
z → λ(z).
Não há margem para uma maior formulação. Pelo homomorfismo de Harish-Chandra, o centro Z pode ser identificado coma subálgebra de elementos da álgebra simétrica da subálgebra de Cartan a que são invariantes sob o grupo de Weyl, então um caráter infinitesimal pode ser identificado  com um elemento de
a*⊗ C/W,
a órbita sob o grupo de Weyl W do espaço a*⊗ C das funções lineares complexas sobre a subálgebra de Cartan.